# Grigorij Dmitrievič Stroganov
Grigorij Dmitrievič Stroganov, (in russo: Григорий Дмитриевич Строганов) (1656 – Mosca, 21 novembre 1715), è stato un politico russo.

## Biografia
Era l'unico figlio di Dmitrij Andreevič Stroganov, e della sua seconda moglie, Anna Ivanovna Zlobina.
Nel 1686, Grigorij ereditò l'intero patrimonio della famiglia. Grazie alla sua vasta fortuna, aiutò finanziariamente il conflitto tra Russia e Svezia (1700-1702). Nel 1701, con il suo denaro, finanziò la costruzione di due navi da guerra per la marina imperiale. I suoi servizi  gli valsero numerosi premi.
Nel 1702, Grigorij era, dopo lo zar, l'uomo più ricco proprietario dell'impero russo.

## Matrimoni

### Primo Matrimonio
Nel 1673 sposò Vassilia Ivanovna Mechtcherskaja (1654-1693). La coppia non ebbe figli.

### Secondo Matrimonio

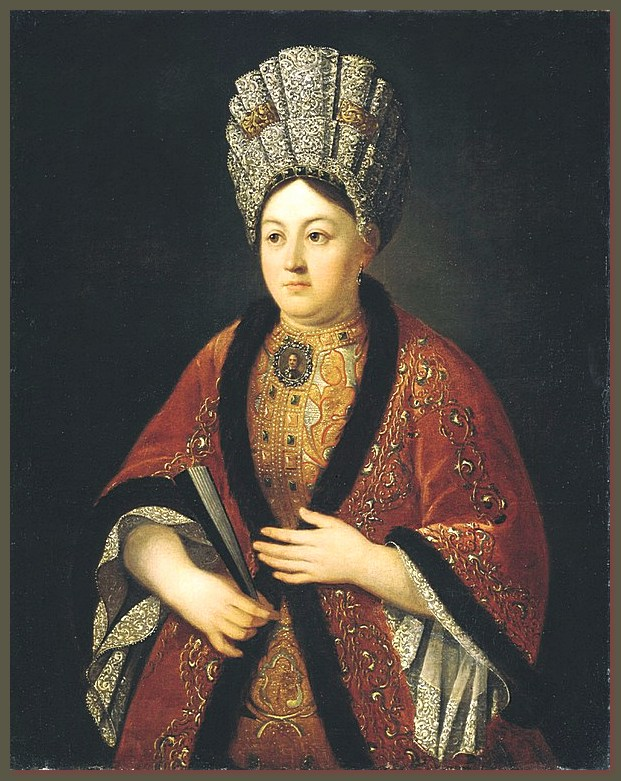
Marija Yakovlevna Novosiltseva, seconda moglie di Grigorij Dmitrievič Stroganov, di Roman Nikitin.

Sposò, il 10 maggio 1694, Marija Yakovlevna Novosiltseva (1677-1733). Ebbero cinque figli:
- Aleksandr Grigor'evič (1698-1754);
- Nikolaj Grigor'evič (1700-1758), sposò Praskòv'ja Ivanovna Boutourlina, ebbero sei figli;
- Ivan Grigor'evič (1701-1704);
- Marija Grigor'evna (1705);
- Sergej Grigor'evič (1707-1756).

Non era solo un uomo d'affari ma era anche un filantropo e mecenate, appassionato di musica, tanto che nel 1679, finanziò il primo trattato teorico scritto dal compositore Nikolaj Diletskij: la grammatica della musica. I contadini che lavoravano nelle sue tenute cantavano canzoni polifoniche nelle varie chiese costruite nelle sue proprietà. Secondo alcune fonti, era Nikolaj Diletskij a dirigerli. Inoltre, ha accumulato una collezione di libri antichi.
Tra il 1716 e il 1720 ordinò la costruzione di una chiesa dedicata alla Vergine Maria.

## Morte
Morì il 21 novembre 1715 a Mosca, fu sepolto nella chiesa di St. Nikolai a Kotelniki.